# ワウテル・ウェイラント
ワウテル・ウェイラント（Wouter Weylandt、1984年9月27日 - 2011年5月9日）は、ベルギー、ヘント出身の自転車競技（ロードレース）選手。

## 経歴
2005年、クイックステップ・ダヴィタモンと契約を結んでプロに転向した。
- 2006年：ツール・ド・ポローニュポイント賞。
- 2007年
  - ロンド・ファン・ヘット・フルヌ・ハルト 初代優勝者
  - エネコ・ツアー 区間1勝（第4）
- 2008年
  - ブエルタ・ア・エスパーニャ第17ステージ勝利（総合108位）。
  - ヘント〜ウェヴェルヘム3位。
  - ノケル・クルス 優勝
- 2009年：ル・サミン 優勝
- 2010年：ジロ・デ・イタリア第3ステージ勝利（総合146位）。

## 事故死
2011年、レオパルド・トレックに移籍。同年のジロ・デ・イタリアに出場し、5月8日に行なわれた第2ステージで区間9位に入った。
翌9日に行なわれた第3ステージで、標高957mのボッコ峠（山岳カテゴリ3級）からの下り、ゴールまで残り約25km地点で、左ペダルが道路脇の壁にぶつかって落車。さらに約20メートルほど坂道を転がり落ち、血だらけの状態のまま意識不明となった。病院に救急搬送するヘリコプターが呼ばれたが、適当な着陸地点を見つけるのに手間取った。その間レース付きの医師らが心臓マッサージなどを施したものの、死去した。
同レースに出場していた別府史之は落車の模様について、自身のTwitterで「ウィラント選手が下りで後ろを振り返った時に左側の縁石に顔から突っ込んでしまった」「彼の落車した瞬間を一部始終見ていたが打ち所が悪かった」と語っている。
同レースの第4ステージは、区間成績等の順位付けを行なわない当人への追悼区間となった。残り約5km地点を通過すると、レオパルド・トレックのメンバーらが横一列に並んで隊列の先頭に立ち、最後は互いに肩を組みながらゴール地点を通過した。隊列の中には親友であるガーミン・サーヴェロのタイラー・ファーラーも加わった。主催者側ではウェイラントの付けていたゼッケン108番を永久欠番とする事を発表した。ジロ・デ・イタリアで永久欠番が設定されるのは史上初となった。